# Cladonia signata
Cladonia signata är en lavart som först beskrevs av Eschw., och fick sitt nu gällande namn av Vain. Cladonia signata ingår i släktet Cladonia och familjen Cladoniaceae.   Inga underarter finns listade i Catalogue of Life.